# Méliphage
Méliphage est un terme utilisé pour décrire les animaux cherchant à se nourrir de miel (en grec : τὸ μέλι).
L'ours est un animal méliphage.

## Ne pas confondre
Méliphage est le nom vernaculaire de certaines espèces d'oiseaux de la famille des Meliphagidae, nommés ainsi car ils se nourrissent essentiellement de nectar.